# Deng Zhi
Deng Zhi (177-251), secrétaire impérial des Shu. Il rencontra Liu Bei après que ce dernier s’empara de la province de Yi et l’impressionna dès leur première conversation. Il fut donc nommé Grand Administrateur de Guanghan et, gagnant la réputation d’incorruptible et de sévère, fut ensuite appelé à Chengdu pour devenir Secrétaire des Taxes Agricoles. 
Après la mort de Liu Bei, il fut envoyé par Zhuge Liang comme ambassadeur des Shu dans le Royaume de Wu afin d’établir une alliance entre les deux royaumes. Conséquemment, il rencontra Sun Quan et grâce à son astucieuse rhétorique, parvint à accomplir sa mission. 
Quelques années plus tard, lorsque Zhuge Liang planifia sa première campagne militaire contre les Wei, Deng Zhi fut nommé Inspecteur Militaire Central et se porta volontaire pour assister Zhao Yun dans sa commande de l’avant-garde. Ensemble, ils réussirent à défaire les forces ennemies dirigées par Xiahou Mao. Après la mort de Zhuge Liang, Deng Zhi fut conseiller militaire et responsable de la ville de Jiangzhou. En l’an 243, il reçut le titre de Général des Chars et de la Cavalerie et mourut en l’an 251.

## Informations complémentaires

### Autres articles
- Trois Royaumes de Chine et Chroniques des Trois Royaumes
- Dynastie Han